# Муксудпур
Муксудпур (бенг. মুকসুদপুর, англ. Muksudpur) — город и муниципалитет в центральной части Бангладеш, административный центр одноимённого подокруга. Площадь города равна 2,72 км². По данным переписи 2001 года, в городе проживало 18 116 человек, из которых мужчины составляли 48,75 %, женщины — соответственно 51,25 %. Плотность населения равнялась 2352 чел. на 1 км². Уровень грамотности населения составлял 57,8 % (при среднем по Бангладеш показателе 43,1 %). 